# Sociedad Metropolitana de Construcción
Sociedad Metropolitana de Construcción, SA constituïda el 1923, fou una empresa que dugué a terme la construcció del Ferrocarril Metropolità Transversal de Barcelona i altres obres relacionades amb l'encreuament entre les línies del Transversal i les dels Ferrocarrils Catalans al carrer Balmes. També treballà en projecte hidràulics a altres ciutats de l'Estat espanyol. El seu fons gràfic format per 4 àlbums (209 fotografies) es conserva a l'Arxiu Fotogràfic de Barcelona. El fons recull un reportatge de les obres de construcció de la línia Transversal del metro entre passeig Fabra i Puig i la Bordeta. Aquesta és la segona línia de metro que es va construir a la ciutat de Barcelona.